# Ministère des Sports et du Cadre de vie (Côte d'Ivoire)
Le ministère des sports et du cadre de vie est l'administration du gouvernement ivoirien chargée de la politique sportive, du sport en général et de l'amériolation du cadre de vie. Il est dirigé par le ministre délégué Adjé Silas Metch. Son siège est à Abidjan.

## Histoire
Le ministère des sports et du cadre de vie, auparavant appelé ministère des sports ou ministère des sports et loisirs, est l'administration publique chargée de la politique sportive, du sport en général et de l'amériolation du cadre de vie. Ce ministère a connu une nouvelle organisation selon le décret n° 2018-954 du 18 décembre 2018.

## Missions
La principale mission attribuée au ministère des sports consiste à mettre en œuvre et surveiller la politique gouvernementale en matière de sports. Cette responsabilité englobe la promotion du sport d'élite, du sport de masse et du sport pour tous, en se concentrant sur la supervision de la vie fédérale, la démocratisation et la diffusion de la pratique des activités physiques et sportives.
L'objectif de ce ministère est d'améliorer le cadre de vie, notamment le bien-être et la santé de la population, tout en favorisant la création d'opportunités d'emploi pour les jeunes par une professionnalisation effective du secteur. Cette mission vise à accroître la visibilité internationale de la Côte d'Ivoire à travers sa participation aux compétitions internationales.

## Organisation
Le ministère est constitué de plusieurs entités listées ci-dessous.

### Ministre
Le ministre des sports et du cadre de vie est nommé par décret. L'actuel ministre est Adjé Silas Metch,. Il remplace Claude Paulin Danho.

### Cabinet du ministre
Le cabinet du ministre des sports et du cadre de vie se compose d'un directeur de cabinet, un chef de cabinet, cinq conseillers techniques, cinq chargés d’études, un chargé de missions, un chef du secrétariat particulier. L'actuel directeur de cabinet est Essoh Jacques Lath.

### Inspection générale
L'inspection générale des sports est un des services rattachés au cabinet du ministre des sports. Elle comprend un inspecteur général qui est le directeur général d’administration centrale, un inspecteur général adjoint qui est le directeur général adjoint d’administration centrale, de 15 inspecteurs techniques qui sont des directeurs d'administration centrale, des agents d'appui et interministériels. L'actuel directeur général de l'administration centrale est Touré Nimbo Célestin,.

### Direction générale
La direction générale des sports comprend 4 directions centrales qui sont la direction de la vie fédérale et du sport de haut niveau (DVFSHN), la direction des sports de masse et du genre (DSMG), la direction du sport pour tous (DST) et la direction de la professionnalisation et de l’économie du sport (DPES). Ces directions sont dirigées par des directeurs nommés par décret pris en conseil des ministres. Ces directeurs ont le rang de directeur d’administration centrale. L'actuel directeur général des sports est Koffi Kan Bertin,.

### Structures sous tutelles
Les structures sous tutelles ou entreprises publiques nationales (EPN), comprennent un institut et deux offices listés ci-dessous.

#### Personnalités
- Robert Beugré Mambé
- Adjé Silas Metch
- Ousmane Gbané
- François Albert Amichia

#### Institutions
- Office national des sports (Côte d'Ivoire)